# Capnocytophaga gingivalis
Capnocytophaga gingivalis ist eine Bakterienart. Sie kann an der Parodontitis beim Menschen beteiligt sein.

## Merkmale
Die Zellen von Capnocytophaga gingivalis sind stäbchenförmig, mit einer Breite von 0,3 - 0,5 μm, die Länge liegt zwischen 3 und 8 μm. Die Bewegung der Zellen erfolgt gleitend (im englischen als gliding motility bezeichnet), diese Art der Bewegung tritt bei vielen verwandten Arten innerhalb der Familie der Flavobacteriaceae auf. Die Kolonien sind orange gefärbt. Der Farbstoff Flexirubin ist vorhanden.
Der Gram-Test verläuft negativ, es handelt sich also um ein gramnegatives Bakterium.

## Wachstum und Stoffwechsel
Die Bakterienart Capnocytophaga gingivalis ist fakultativ anaerob. Die Art ist also in der Lage unter Sauerstoffausschluss zu wachsen, toleriert aber auch Sauerstoff und zeigt somit auch in Gegenwart von Sauerstoff Wachstum. Der Stoffwechselweg ist die Fermentation, Endprodukte sind hauptsächlich Acetat und Succinat.
Einiges deutet darauf hin, dass Capnocytophaga gingivalis auch in der Lage ist, durch Atmung mit Sauerstoff als finalen Elektronenakzeptor zu wachsen (Stand 2014). Hierauf weisen z. B. Untersuchungen der Wachstumsgeschwindigkeit in Gegenwart von Sauerstoff und mit Glucose als einzige Kohlenstoffquelle hin. Das Wachstum erfolgt hierbei mit gleicher Geschwindigkeit, wie auch bei Sauerstoff atmenden Bakterien. Auch in dem wissenschaftlichen Artikel von Jack London und Kollegen zur erweiterten Beschreibung von Capnocytophaga gingivalis wurde die Atmung mit Sauerstoff als terminalen Akzeptor angegeben. Wahrscheinlich sind alle Arten von Capnocytophaga in der Lage, eine Atmung durchzuführen.
Capnocytophaga gingivalis fermentiert Glucose, Saccharose, Maltose und Mannose. Nur wenige der untersuchten Capnocytophaga gingivalis-Stämme reduzieren Nitrat. Im Gegensatz zu der verwandten Art Capnocytophaga ochracea fermentiert es nicht (oder teilweise nur sehr schwach) Amygdalin, Salicin, Cellobiose, Aesculin oder Glykogen. Stärke wird ebenfalls (oder nur sehr schwach) nicht hydrolysiert. Die optimale Wachstumstemperatur liegt bei 37 °C. Katalase wird nicht gebildet.

## Systematik
Die Art Capnocytophaga gingivalis wurde im Jahr 1982 von Edward Leadbetter und Mitarbeitern beschrieben. Sie zählt zu der im Jahr 1990 ebenfalls von Edward Leadbetter und Mitarbeitern aufgestellten Gattung Capnocytophaga. Zu der Gattung werden noch einige weitere, anerkannte Arten gestellt. Hier sind mehrere an Parodontitis beteiligte Bakterien vorhanden. Die Typusart, also die zuerst aufgestellte Art der Gattung, von Capnocytophaga ist Capnocytophaga ochracea. Sie wurde zuerst der Gattung Bacteroides zugeordnet.

## Krankheitserreger
Capnocytophaga  gingivalis kann, wie auch die Arten C. sputigena und C. ochraceae, an der Parodontitis beim Menschen beteiligt sein.